# ایپریل اونیل (بازیگر پورنوگرافی)
اِیپریل اونیل (به انگلیسی: April O'Neil؛ زادهٔ ۷ آوریل ۱۹۸۷) بازیگر پورنوگرافی اهل ایالات متحده آمریکا است. وی از سال ۲۰۰۸ تاکنون مشغول فعالیت بوده‌است.